# Голо (Иг)
Голо (словен. Golo) је насељено место у општини Иг, Средњесловенска регија, Словенија.

## Историја
До територијалне реорганизације у Словенији билo је у саставу града Љубљане, односно старе општине Вич–Рудник.

## Становништво
У попису становништва из 2011. године, Голо је имало 500 становника.
| Број становника према пописима | Број становника према пописима | Број становника према пописима |
| ------------------------------ | ------------------------------ | ------------------------------ |
| 1991                           | 2002                           | 2011                           |
| 219                            | 334                            | 500                            |

Напомена: Године 1952. настала спајањем некадашњих насеља Горење Голо и Долење Голо, која су укинута. Године 2012. извршена је мања размена територија између насеља Голо и Шкриље.

## Галерија
- детаљ
- панорама
- табла на улазу
- сумрак